# Windows Server 2019
Windows Server 2019 — серверная операционная система от Microsoft, являющаяся частью семейства Windows NT. Операционная система была анонсирована 20 марта 2018 года, и в тот же день была выпущена первая сборка по программе Windows Insider. Выход финальной версии состоялся 2 октября 2018 года. Изначально систему планировали выпустить под названием Windows Server 2016 R2. Следующая система стала Windows Server 2022, она вышла 18 августа 2021.
Microsoft анонсировала опции для пользователя при инсталляции: Desktop (c GUI) и Server Core (для удалённой поддержки). Среди ключевых новых функций: более глубокая поддержка виртуальных машин, включая виртуальные машины на Linux, интерфейс от Windows 10 (сборка 1809) и улучшенный Windows Defender.

## Возможности
Windows Server 2019 включает следующие возможности:
- Подсистема Windows для Linux.
- Поддержка Kubernetes.
- Функции графического интерфейса пользователя из Windows 10 1809 сборки.
- Storage Spaces Direct.
- Storage Migration Service.
- Storage Replica.
- System Insights.
- Обновлённый Защитник Windows.
- Вложенная виртуализация в Hyper-V(КАМ).
- Windows Admin Center (WAC).
- Гибридное облако.

### Веб браузер
Microsoft Edge не поддерживал релиз 2019 года. Microsoft считает Internet Explorer 11 это "уровень совместимости", а не браузер. Edge появился в январе 2020, но Server 2019 не поддерживает его по умолчанию. Microsoft поощряет установку браузера на сервера самим пользователям.

## История версий

### Издания
Windows Server 2019 состоит из следующих изданий:
- Windows Server 2019 Essentials — предназначен для компаний до 25 сотрудников включительно, с ограниченным объёмом памяти.
- Windows Server 2019 Standard — предназначен для компаний с более чем 25 сотрудниками или более чем с 1 сервером для разделения серверных ролей.
- Windows Server 2019 Datacenter — в основном используется для размещения нескольких виртуальных машин на физическом хосте.

| Легенда: | Старая версия | Старая поддерживаемая версия | Текущая версия | Тестовая версия | Будущая версия |

| История версий Windows Server 2019 | История версий Windows Server 2019 | История версий Windows Server 2019 | История версий Windows Server 2019  |
| Версия                             | Релиз                              | Дата выпуска                       | Изменения                           |
| ---------------------------------- | ---------------------------------- | ---------------------------------- | ----------------------------------- |
| 10.0.17623                         | 10.0.17623 Insider Preview         | 20 марта 2018 года                 | Первый билд Windows Server 2019     |
| 10.0.17627                         | 10.0.17627 Insider Preview         | 25 марта 2018 года                 |                                     |
| 10.0.17666                         | 10.0.17666 Insider Preview         | 15 мая 2018 года                   |                                     |
| 10.0.17692                         | 10.0.17692 Insider Preview         | 19 июня 2018 года                  |                                     |
| 10.0.17709                         | 10.0.17709 Insider Preview         | 10 июля 2018 года                  |                                     |
| 10.0.17713                         | 10.0.17713 Insider Preview         | 16 июля 2018 года                  |                                     |
| 10.0.17723                         | 10.0.17723 Insider Preview         | 31 июля 2018 года                  |                                     |
| 10.0.17733                         | 10.0.17733 Insider Preview         | 14 августа 2018 года               |                                     |
| 10.0.17763                         | 10.0.17763 Insider Preview         | 11 ноября 2018 года                | Последний релиз Windows Server 2019 |